# گناه مادر
گناه مادر فیلمی به کارگردانی و نویسندگی قدرت‌الله بزرگی محصول سال ۱۳۴۸ است.

## خلاصه داستان
سارقی دست از سرقت می‌کشد و برخی از همراهان تبهکارش را نیز گرفتار پلیس می‌کند اما خود تحت تعقیب سارقین واقع می‌شود..

## بازیگران
- پروین غفاری
- منصور سپهرنیا
- سارا
- هوشنگ بهشتی
- شیده
- ایران قادری
- فریدون ریاحی
- یدالله محمدی‌نژاد
- خسرو شایگان
- محسن آراسته